# Alcockia rostrata
Alcockia rostrata är en fiskart som först beskrevs av Günther, 1887.  Alcockia rostrata ingår i släktet Alcockia och familjen Ophidiidae. Inga underarter finns listade i Catalogue of Life.

## Bildgalleri

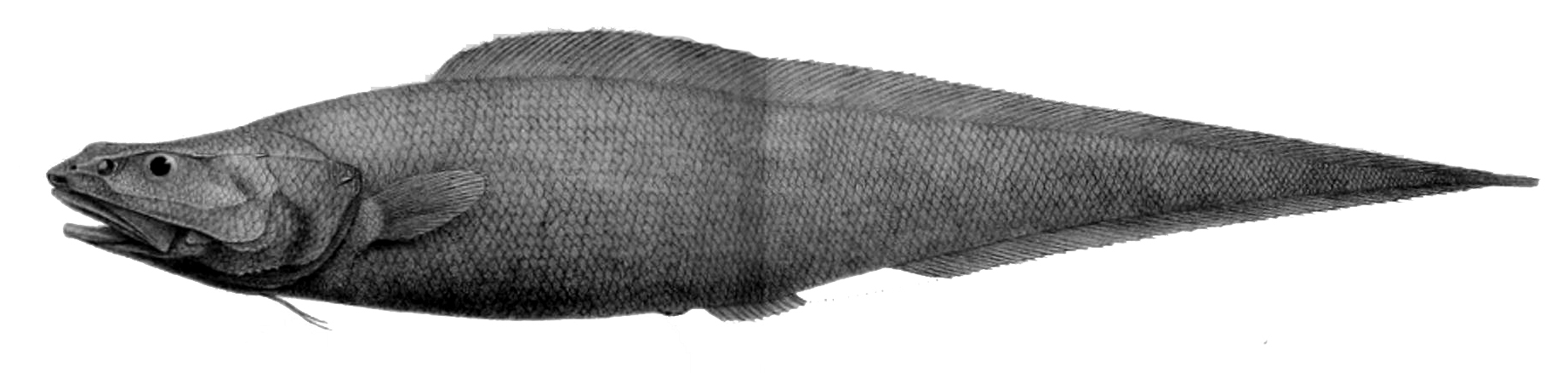
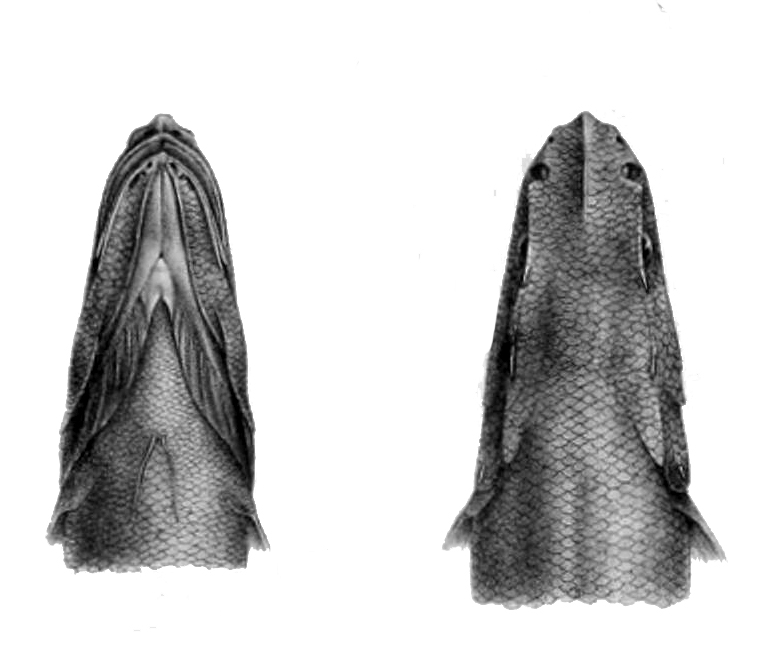